# جيمي ويد
جيمي ويد (7 مايو 1981 في المملكة المتحدة - )  (بالإنجليزية: Jamie Wade)‏ هو لاعب كريكت بريطاني. لعب مع نادي مقاطعة بيدفوردشير للكريكت ‏.

## وصلات خارجية
- جيمي ويد على موقع إي آس بي آن كريك إنفو (الإنجليزية)